# Xã Whitebreast, Quận Lucas, Iowa
Xã Whitebreast (tiếng Anh: Whitebreast Township) là một xã thuộc quận Lucas, tiểu bang Iowa, Hoa Kỳ. Năm 2010, dân số của xã này là 488 người.